# 山梨俊夫
山梨 俊夫（やまなし としお、1948年4月1日 - ）は、日本の美術史家、国立国際美術館館長。日本とフランスの近現代美術を主な専門領域とし、数多くの展覧会企画を担当する。
神奈川県横浜市生まれ。1972年東京大学文学部美学美術史学科卒業。1976年神奈川県立近代美術館学芸課勤務、1992年同館学芸課長、2002年副館長、2004年館長。定年後も非常勤館長として勤務。2011年国立国際美術館館長。2013年全国美術館会議副会長。2017年『風景画考』で平成28年度芸術選奨文部科学大臣賞受賞。

## 著書
- 『風の絵』スカイドア 1994
- 『絵画を読み解く10のキーワード』小学館 1996
- 『現代絵画入門 二十世紀美術をどう読み解くか』中公新書 1999
- 『描かれた歴史 日本近代と「歴史画」の磁場』ブリュッケ 2005
- 『風景画考 世界への交感と侵犯』全3巻 ブリュッケ 2016
- 『絵画の身振り　定本』ブリュッケ 2018、旧版1990
- 『絵画逍遥』水声社 2020
- 『現代美術の誕生と変容』水声社 2022
- 『美術の愉しみ方 「好きを見つける」から「判る判らない」まで』カラー版中公新書 2023

### 編共著・監修
- 『片岡球子画集』編 求龍堂 1992
- 『フランス美術基本用語』長門佐季共著 大修館書店 1998
- 『片岡球子画集』監修 マリア書房 2009
- 『現場で使える美術著作権ガイド』甲野正道共著 全国美術館会議編 ブリュッケ 2011

### 翻訳
- ピエール・クールティヨン『印象派』美術出版社・世界の巨匠シリーズ 1979
- レイモンド・コグニアット『ブラック』美術出版社・世界の巨匠シリーズ 1980
- モーリス・セリュラス『ベラスケス』 雪山行二共訳 美術出版社・世界の巨匠シリーズ 1982、新版1994
- コンスタンス・ノベール=ライザー『セザンヌ』 岩波書店・岩波世界の巨匠 1993
- コベール・アダッド『マグリット』 長門佐季共訳 岩波書店・岩波世界の巨匠 1996
- ポール・セザンヌ画・文『セザンヌ絶対の探求者』編・訳 二玄社 1997
- 『美の20世紀』監訳 二玄社 2006-08。全16巻

## 論文
- ＜山梨俊夫